# Mi kell a nőnek?
A Mi kell a nőnek? (eredeti cím: What Women Want)  2000-ben bemutatott amerikai romantikus filmvígjáték, rendezője Nancy Meyers, főszereplői Mel Gibson és Helen Hunt.

## Cselekménye
Nick Marshall gyerekkora nem volt hétköznapi. Anyja Las Vegasban, a kaszinókban volt táncosnő, Nick ebben a környezetben nőtt fel, ahol a nők elkényeztették.
Felnőtt korában Nick (Mel Gibson) ért a nők nyelvén, falja a nőket. Chicagóban dolgozik, a Sloane & Curtis reklámügynökségnél mint kreatív igazgató. A piaci igények változása miatt az igazgatótanács úgy dönt, hogy mivel a vásárlók többsége 16-24 év közötti fiatal nő, ezért női kreatív igazgatóra van szükség. Nicket nem rúgják ki, de az új igazgató, Darcy McGuire (Helen Hunt) lesz a főnöke. Első feladatául kapja (másokkal közösen), hogy különféle, nőknek szánt termékek reklámjára új ötletekkel álljon elő. Nick hazaviszi a rózsaszín dobozt, amiben a termékek vannak, és mindet kipróbálja: rúzs, hajzselé, szempilla-spirál, körömlakk, harisnyanadrág, szőrtelenítő gyantázás... Amikor bekapcsolja a hajszárítót, azzal együtt beleesik a vízzel teli kádba, és áramütés éri. Másnap reggel úgy ébred fel, hogy meghallja a nők gondolatait.
Nick Marshall élete egy darabig pokollá válik, mert a portásnőtől kezdve a parkban kocogó nőkig minden nőnek hallja a gondolatait, aki a közelében halad el (ráadásul a nők egy része hímsovinisztának tartja). Ezért felkeres egy pszichiátert, Dr. J.M. Perkinst (aki történetesen szintén nő – Bette Midler), és tanácsot kér tőle. A pszichiáter szerint ez egy ajándék, amivel a két nem között közvetíteni tud, és élnie kell vele.
Nick még az eddiginél is rámenősebben udvarol Lolának, aki a kávéházban dolgozik (Marisa Tomei), aki vonzónak találja, és randit beszélnek meg. Nick meghallja a házon belüli kézbesítő, a „búvárbéka” gondolatait (aki az öngyilkossággal kacérkodik), és a reklámszövegírónak készült, Harvardot végzett, de csak a kávé és egyéb apró-cseprő dolgok intézésére használt asszisztens ki nem mondott panaszait is.
Nick Darcyval dolgozik együtt, akinek a gondolatait, mivel „hallja” azokat, még az előtt kimondja hangosan, mielőtt Darcy is "formába öntené". Darcy le van nyűgözve, és ragaszkodik hozzá, hogy a legközelebbi nagy dobás, a Nike reklámjához Nick tartsa meg a prezentációt. Nick remekül szerepel, a cég megkapja a megrendelést.
Dan Wanamaker, az igazgató (Alan Alda) úgy gondolja, hogy Darcyt hiba volt alkalmazni, hiszen a nyertes ötlet Nicktől származik.
Nick és Darcy között azonban időközben vonzódás támadt. Többször találkoznak kávéházban, vagy dzsessz-klubban, ahol csókolóznak.
Lola egyik este órákig vár Nickre Nick lakása közelében, mert Nick napok óta nem hívta fel. Nick azt hazudja neki, hogy homoszexuális, ezért kapcsolatuk megnyugtató véget ér.
Nicknek a 15 éves lányával, Alexszal is törődnie kell, mert átmenetileg (amíg elvált felesége nászúton van), a lánya nála lakik. Nicknek nem tetszik a lányánál három évvel idősebb fiú rámenős udvarlása.
Az igazgató kirúgja Darcyt, de Nick ragaszkodik hozzá, hogy vegye vissza, hiszen tisztában van vele, hogy az ötleteket Darcy fejéből olvasta ki.
Mivel a postai kézbesítő (a saját szavaival „búvárbéka”) aznap nem megy dolgozni, Nick aggódik érte, kinyomozza a címét, és meglátogatja a lakásán, ami a kínai negyedben van. Az esőben, az udvaron kisebb áramütés éri. Nick ezek után nem hallja többé a nők gondolatait (ami nagy megkönnyebbülés a számára).
Nick hajnalban felkeresi Darcyt, és közli vele, hogy a cég visszavette, és hogy szereti őt. Darcy kirúgja (a „házinyúlra nem lövünk” elv értelmében), de csókolózik vele.

## Szereplők
| Színész          | Szerep                                              | Magyar hang         |
| ---------------- | --------------------------------------------------- | ------------------- |
| Mel Gibson       | Nick Marshall, kreatív igazgató egy reklámcégnél    | Sörös Sándor        |
| Helen Hunt       | Darcy McGuire, Nick munkatársa, később szerelme     | Götz Anna           |
| Marisa Tomei     | Lola, kávéházi eladó, aki színésznőnek készül       | Kiss Eszter         |
| Alan Alda        | Dan Wanamaker, az igazgatótanács tagja, Nick főnöke | Gruber Hugó         |
| Ashley Johnson   | Alexandra 'Alex' Marshall, Nick 15 éves lánya       | Simonyi Piroska     |
| Mark Feuerstein  | Morgan Farwell, Nick barátja a munkahelyen          | Kálloy Molnár Péter |
| Lauren Holly     | Gigi, Nick elvált felesége                          | Menszátor Magdolna  |
| Delta Burke      | Eve                                                 | Némedi Mari         |
| Valerie Perrine  | Margo                                               | Szilvássy Annamária |
| Judy Greer       | Erin, a „búvárbéka”, házon belüli kézbesítő         | Haumann Petra       |
| Sarah Paulson    | Annie, Nick titkárnője                              | Oroszlán Szonja     |
| Ana Gasteyer     | Sue Cranston                                        | Riha Zsófi          |
| Lisa Edelstein   | Dina                                                | Balogh Anna         |
| Loretta Devine   | Flo                                                 | Pálos Zsuzsa        |
| Diana-Maria Riva | Stella                                              | Kocsis Mariann      |
| Eric Balfour     | Cameron, Alex barátja                               | Bereczki Zoltán     |
| Logan Lerman     | Nick Marshall fiatalon                              | Czető Roland        |
| Bette Midler     | Dr. J.M. Perkins, házassági tanácsadó               | Molnár Piroska      |

## Megjelenése
A film 2001. május 8-án jelent meg DVD-n.

## Bevételek
A film a 70 millió dolláros költségvetéséhez képest rekordbevételre tett szert, világszerte  374 111 707 dolláros bevételt hozott.

## Fogadtatás
Az amerikai filmkritikusok véleményét összegző Rotten Tomatoes 54%-ra értékelte 121 vélemény alapján.

## Díjak, jelölések
Elnyert díjak:
- 2001, ASCAP Film and Television Music Awards, „Top Box Office Films” – Alan Silvestri
- 2001, Blockbuster Entertainment Awards, „legjobb színésznő” vígjáték/romantikus film kategóriában – Helen Hunt
- 2001, Bogey Awards, Németország, platina Bogey-díj – Buena Vista International (forgalmazó)
- 2001, Golden Screen, Németország – Buena Vista

Jelölések:
- 2001, Mel Gibsont alakításáért Golden Globe-díjra jelölték a „legjobb színész” kategóriában.[5]
- 2001, Academy of Science Fiction, Fantasy & Horror Films, USA, „Saturn Award” a „legjobb fantasy film” kategóriában
- 2001, Blockbuster Entertainment Awards, „legjobb férfi mellékszereplő” – Mark Feuerstein
- 2001, Blockbuster Entertainment Awards, „legjobb női mellékszereplő” – Marisa Tomei
- 2001, Casting Society of America, USA, Artios-díj, „legjobb szereplőválogatás” – Deborah Aquila, Howard Feuer
- 2001, Satellite Awards, arany Satellite-díj, „legjobb mellékszereplő alakítás” vígjáték/zenés film kategóriában – Marisa Tomei
- 2001, Young Artist Awards, „legjobb fiatal mellékszereplőnő” – Ashley Johnson

## Forgatási helyszínek
- Chicago, Illinois állam, USA
- Armour Square, kínai negyed, Chicago, Illinois, USA
- Culver City, Kalifornia, USA
- Culver Studios – 9336 W. Washington Blvd., Culver City, Kalifornia, USA – (stúdió)
- Drake Hotel – 140 E. Walton Pl., Near North Side, Chicago, Illinois, USA
- Greystone Park & Mansion – 905 Loma Vista Drive, Beverly Hills, Kalifornia, USA – (Lauren Holly esküvői helyszíne)
- Long Beach, USA
- Los Angeles, Kalifornia, USA
- Pui Tak Centre – 2216 South Wentworth Avenue, Chicago, Illinois, USA
- University of Southern California, Los Angeles, Kalifornia, USA